# Riccardo Pampuri
Riccardo Pampuri, al secolo Erminio Filippo (Trivolzio, 2 agosto 1897 – Milano, 1º maggio 1930), è stato un religioso e medico italiano dell'Ordine Ospedaliero di San Giovanni di Dio (Fatebenefratelli). Beatificato nel 1981, è stato proclamato santo da papa Giovanni Paolo II nel 1989.

## Biografia

### L'infanzia
Era il penultimo degli 11 figli di Innocente Pampuri e Angela Campari.
La madre morì di tubercolosi quando Erminio aveva 3 anni. Nel frattempo erano anche sorte difficoltà economiche per il padre e perciò venne affidato agli zii materni: i due fratelli Maria e Carlo Campari, che vivevano a Torrino, non lontano da Trivolzio, insieme ai genitori poiché non si erano mai sposati. Il padre, peraltro, morì nel 1907 per un incidente stradale. In questo periodo Erminio frequentò la scuola elementare. A questo proposito, Erminio, anni dopo, raccontò: «Ero troppo piccolo per provare dolore e capire che perdita avevo subìto, ma più trascorrevano gli anni e più sentivo la mancanza di due genitori che avevano saputo trasmettere a noi figli l'amorevole spirito cristiano».

### Gli studi e la Grande Guerra
Cominciò a frequentare il ginnasio a Milano, ma si trovò in difficoltà a causa dell'ambiente a lui non congeniale, malgrado la presenza della sorella Maria, con la quale ebbe sempre un ottimo rapporto che proseguì anche quando lei entrò in convento, dove prese il nome di suor Longina. Gli zii, valutando la situazione, decisero comunque di trasferirlo a Pavia, dove frequentò il Liceo classico Ugo Foscolo dimostrando inclinazione per le discipline scientifiche. A chi gli chiedeva del suo futuro, egli rispondeva: «Da grande voglio fare il medico. Voglio aiutare i bisognosi, essere utile a chi non ha la forza di andare avanti». Conseguita la maturità, si iscrisse alla facoltà di Medicina dell'Università degli Studi di Pavia nell'anno accademico 1915-1916, forse per seguire l'esempio dello zio, il quale era medico condotto.
Nel 1917 dovette interrompere gli studi perché venne richiamato alle armi: svolse il suo servizio nel Corpo di Sanità, dove ricoprì il grado di caporale. Si trovava nei pressi di Caporetto in un ospedale da campo quando gli italiani si dovettero ritirare fino alla linea del Piave per evitare l'accerchiamento. In mezzo alla confusione e allo sbandamento, Erminio si fece carico di radunare le attrezzature mediche più utili alla cura dei feriti, caricarle su un carro trainato da una mucca e trasportarle da solo. sotto il fuoco nemico, sebbene "protetto" da avverse condizioni atmosferiche. Per 24 ore condusse quel carro e riuscì a riunirsi ai suoi commilitoni che, ormai, non speravano più di rivederlo. Questo gesto gli fruttò la promozione a sergente, la medaglia di bronzo al valore e una licenza premio, ma gli causò anche una brutta pleurite, dalla quale non si riprese mai del tutto. Proprio mentre si trovava in guerra, si fece sentire sempre più forte la chiamata di Dio, tanto che quando non era impegnato a medicare le ferite, si raccoglieva per ore ed ore in preghiera.
Nel 1918, ancora prima di essere congedato, poté riprendere gli studi. Nel 1920 fu congedato con il grado di sottotenente. Nel 1921 si laureò con il massimo dei voti.
Durante la festa di laurea disse: «Tornai a casa con le idee chiare sul mio futuro: avrei dedicato la mia esistenza agli altri, avrei sacrificato me stesso per salvare più vite possibili e ora voglio trasformare l'esercizio dell'arte medica in missione di carità».

### Sviluppo della professione e degli ideali
Nel 1923 divenne medico condotto di Morimondo, un paese non lontano da Trivolzio in cui la popolazione era sparsa in vari cascinali di campagna. Lì si fece subito amare per il suo spirito di abnegazione verso i poveri, per il modo caritatevole di curarli, spesse volte senza farsi pagare ma, al contrario, portando ai più bisognosi i medicinali e il denaro necessario per non morire di fame. «Ecco il santo dottore», lo additava spesso la gente, stupita dalla competenza e compassione che quel giovane medico dimostrava verso i poveri e i sofferenti. Eppure, nonostante fosse impegnato tutto il giorno nelle visite agli ammalati sparsi nella campagna, Erminio trovava sempre il tempo per raccogliersi in preghiera, assistere alle messe, affidare al Signore le anime dei propri pazienti. Nel 1924 i medici, per prassi, si dovettero iscrivere tutti al Sindacato Nazionale Fascista dei Medici Condotti, ma Erminio si rese conto quasi subito che il fascismo era un regime oppressivo e si dimise. La lettera di dimissioni diceva, tra l'altro: «ritenendo io di poter essere patriota anche militando in altro partito più corrispondente ai miei principi morali e politici, né volendo per qualsiasi interesse materiale rinunciare alla mia libertà al riguardo, ho ritenuto doveroso presentare le mie dimissioni dal SNFMC….»
In questo periodo affrontò anche l'argomento del rapporto fra scienza e fede. La sua tesi era che non esisteva alcun contrasto fra la verità di scienza e quella di fede: le contraddizioni sono solo apparenti e sono dovute alla ignoranza o, comunque, ad un'imperfetta conoscenza. Adduceva a suo favore la vicenda di Pasteur, il quale veniva attaccato dai sostenitori della "generazione spontanea". Pasteur per difendere la fede dall'accusa dei materialisti «...scoprì il meraviglioso mondo dei microrganismi».
Svolgendo il lavoro di medico scoprì sempre di più la sua vocazione religiosa, soprattutto nell'aiuto ai poveri e sofferenti. Fondò e animò il circolo di Azione Cattolica a Morimondo e collaborò con il parroco Cesare Alesina. Le attività spaziavano dalla formazione di una banda musicale all'organizzazione di esercizi spirituali.

### Il compimento della vocazione
Nel 1927 Erminio maturò la decisione di aderire all'Ordine Ospedaliero di San Giovanni di Dio, meglio conosciuto come "Fatebenefratelli". Malgrado la contrarietà degli zii, entrò in convento il 22 giugno 1927. Vestì l'abito dei Fatebenefratelli il 21 ottobre dello stesso anno e prese il nome di Riccardo in onore di Riccardo Beretta, il sacerdote a cui Erminio si era affidato come guida spirituale.
Il "quarto voto" dei Fatebenefratelli, che prescrive l'ospitalità e l'assistenza ai malati, lo spinse, all'Ospedale Sant'Orsola di Brescia, a occuparsi, oltre al servizio medico, anche di servizi più umili. Si occupò della formazione dei confratelli che dovevano diventare infermieri e infine gli venne affidato l'ambulatorio dentistico dell'ospedale. Anche lì Riccardo aveva uno scopo: «Prego affinché la superbia e l'egoismo non abbiano a impedirmi di vedere Gesù nei miei ammalati», diceva.

### La malattia e la morte
Nel 1929 i disturbi respiratori che Riccardo aveva fin dalla guerra si aggravarono e sfociarono in tisi. Dal gennaio 1930 non poté più svolgere il suo servizio e continuò a peggiorare. Il 27 aprile fu trasferito a Milano alla casa dell'Ordine. Il giorno prima di morire, disse al nipote Alessandro: «Sono contento di andarmene. L'idea del Paradiso mi affascina e mi sto preparando come un uomo che sta per convolare a nozze». Morì la mattina del primo maggio, stringendo tra le mani il crocifisso.
Pampuri venne, inizialmente, tumulato nel cimitero comunale di Trivolzio; il 16 maggio 1951, su ordine di Carlo Allorio, allora vescovo di Pavia, la salma di Pampuri venne dissotterrata e trasferita nella chiesa parrocchiale di Trivolzio, dove a tutt'oggi è possibile visitarla.

## Il miracolo e il culto
Il 4 maggio furono celebrate le esequie da quel don Riccardo Beretta di cui aveva scelto il nome. Fu seppellito a Trivolzio. Il suo corpo è custodito nella cappella a lui dedicata presso la chiesa parrocchiale di San Cornelio e San Cipriano martiri, meta di pellegrinaggio. I casi di guarigione improvvisa e inspiegabili per la scienza, avvenuti a quanti si affidavano a lui, si moltiplicarono, così che nel 1949 cominciò il processo per la beatificazione, che avvenne il 4 ottobre 1981.
L'anno successivo avvenne il miracolo che gli consentì di essere proclamato santo: un bambino di 10 anni, Manuel Cifuentes Rodenas, si ferì gravemente a un occhio con i rami di un mandorlo. I medici non lasciarono alcuna speranza ai genitori: «Vostro figlio resterà cieco da un occhio», dissero. Il padre di Manuel, un insegnante, qualche tempo prima aveva trovato a scuola una placchetta di metallo contenente l'immagine di fra' Riccardo Pampuri e affidò il figlio alla sua intercessione. Mise la reliquia sotto la benda, vicino all'occhio ferito. Durante la notte, il dolore si acutizzò nuovamente, ma la mattina dopo i medici videro che la ferita era scomparsa e il ragazzino ci vedeva benissimo. «Non può essere che un miracolo», dissero i dottori.
La notizia si diffuse presto in tutta la Spagna e l'Italia, aprendo la via al processo di canonizzazione. Il 1º novembre 1989 fu proclamato santo da papa Giovanni Paolo II, che disse: «La vita breve, ma intensa, di fra' Riccardo Pampuri è uno sprone per i giovani, i religiosi, per i medici, a vivere coraggiosamente la Fede cristiana nell'umiltà e sempre nell'amore gioioso per i fratelli bisognosi».
San Riccardo è venerato di recente anche in alcune città degli Stati Uniti d'America, grazie alla devozione di alcuni italiani ivi trasferitisi.
La memoria liturgica ricorre, com'è tradizione, il giorno della morte: il 1º maggio.